# Fairmount (Maryland)
Fairmount es un lugar designado por el censo ubicado en el condado de Somerset en el estado estadounidense de Maryland. En el Censo de 2010 tenía una población de 457 habitantes y una densidad poblacional de 10,31 personas por km².

## Geografía
Fairmount se encuentra ubicado en las coordenadas 38°6′35″N 75°49′14″O / 38.10972, -75.82056. Según la Oficina del Censo de los Estados Unidos, Fairmount tiene una superficie total de 44.33 km², de la cual 31.75 km² corresponden a tierra firme y (28.38%) 12.58 km² es agua.

## Demografía
Según el censo de 2010, había 457 personas residiendo en Fairmount. La densidad de población era de 10,31 hab./km². De los 457 habitantes, Fairmount estaba compuesto por el 70.68% blancos, el 23.85% eran afroamericanos, el 0.44% eran amerindios, el 0.66% eran asiáticos, el 0% eran isleños del Pacífico, el 1.97% eran de otras razas y el 2.41% pertenecían a dos o más razas. Del total de la población el 1.97% eran hispanos o latinos de cualquier raza.